# Baillonella toxisperma
Moabi
 (février 2012).
Si vous disposez d'ouvrages ou d'articles de référence ou si vous connaissez des sites web de qualité traitant du thème abordé ici, merci de compléter l'article en donnant les références utiles à sa vérifiabilité et en les liant à la section « Notes et références ».
Espèce
Synonymes
- Baillonella djave (Engl.) Pierre ex Dubard[2]
- Baillonella obovata Pierre ex Engl.[2]
- Baillonella pierriana (Engl.) A.Chev.[2]
- Baillonella toxisperma var. obovata Aubrév. & Pellegr.[2]
- Bassia djave Laness., nom. inval.[3]
- Mimusops djave Engl.[2]
- Mimusops djave Laness. ex Engl.[3]
- Mimusops obovata Engl.[2]
- Mimusops pierreana Engl.[2]
- Mimusops toxisperma (Pierre) A. Chev.[2]

Statut de conservation UICN

 VU A1cd : Vulnérable
Le moabi, ou Baillonella toxisperma, est une espèce de plantes à fleurs de la famille des Sapotaceae. Il s'agit d'un grand arbre poussant dans les forêts tropicales humides d'Afrique. C'est l'unique espèce du genre Baillonella.
C'est une espèce « multi-usages » traditionnellement utilisée par diverses populations africaines. Il est également commercialement exploité par des exportateurs de bois tropicaux.

## Liste des variétés
Selon Tropicos (4 septembre 2017) :
- variété Baillonella toxisperma var. obovata Aubrév. & Pellegr.

## Habitat et répartition
Le moabi ne pousse que dans les forêts tropicales humides d'Afrique, entre le Nigeria et la République démocratique du Congo. Sauf s'il est planté en pleine lumière, ou qu'il bénéficie d'une trouée de lumière (créée par exemple par un chablis), il croît d'abord très lentement à l'ombre de la canopée jusqu'à ce qu'il accède à la lumière (à un diamètre d'environ 40 cm). Puis il connait une croissance accélérée, avant un ralentissement au début de sa maturité (130 cm de diamètre) et durant celle-ci. Il domine alors la canopée, ce qui le rend plus facile à repérer pour l'abattre.

## Description
Poussant jusqu’à 70 m de hauteur, pour un diamètre de 5 m voire plus, il présente un fût droit et cylindrique, s'évasant légèrement à la base, c'est l'un des plus grands arbres africains.

On estime qu'il met environ 600 ans pour atteindre une hauteur de 60 m et qu'il lui faut environ 260 ans pour atteindre un diamètre de 1 m.

À maturité, sa large cime en parasol surplombe la canopée.

## Usages
- Son bois est exploité (et essentiellement exporté), surtout au Cameroun et au Gabon où la production était en forte croissance (40 000 m3 en 1998 uniquement pour le Gabon)[réf. nécessaire] et, dans une moindre mesure, en Guinée équatoriale et en République du Congo à la fin du XXe siècle.
- Les fruits charnus et leurs grosses graines riches en lipides sont ou étaient appréciées de nombreux mammifères : chimpanzés, potamochères, éléphant... Mais en fait les disséminateurs efficaces de cette espèce sont peu nombreux : ce sont principalement l'éléphant, le rat géant d'Emin[6](et l'homme ? Il semble qu'à proximité des villages, la régénération soit plus dynamique[réf. nécessaire]).
- L'amande pressée fournit une huile riche en acide palmitique appréciée des villageois.
- Un second bouillon fournit une sorte de graisse végétale crémeuse, proche du beurre de karité, utilisée comme cosmétique par les gabonais.

## Propagation
Le moabi se régénère mal car il n'est mature que vers 50 ans et ne produit des fruits qu'une fois tous les trois ans seulement. De plus, les plantules ont besoin d'être exposées à la lumière pour croître, ce qui n'est plus le cas dans des forêts denses fermées. L’exploitation forestière pratiquée sans discernement risque de conduire rapidement à une raréfaction de l'espèce. Dans certaines régions, la dynamique naturelle d'évolution des forêts a conduit à sa disparition, les conditions d'une régénération efficace n'étant plus réunies.

## Importance économique et culturelle du moabi

### Importance culturelle
Le moabi est un arbre particulièrement important pour les populations locales, ce qui explique qu'il est un motif de conflit avec les compagnies d’exploitation forestière, surtout au Cameroun.
Pour les villageois Bantous et les pygmées Baka, le moabi revêt une importance économique, culturelle et médicinale particulière.
- Les chasseurs bakas utilisent les grands moabis comme points de repère pour s’orienter en forêt mais également pour devenir... invisibles ! Lors d’une cérémonie traditionnelle dite « yeyi », les sorciers réduisent en poudre des fragments d'écorce de moabi et concoctent une potion de camouflage dont les chasseurs se recouvrent le corps pour devenir invisibles aux animaux.
- Des enquêtes ethnobotaniques ont été conduites en 1994 et 1996 par le chercheur Jean Lagarde Betti dans le cadre du programme Ecofac mené dans la réserve du Dja au Cameroun. Près de 350 espèces végétales permettent le traitement de plus de 77 maladies ou symptômes, dont le moabi, cité pour 50 utilisations différentes.
- De nombreux lieux-dits évoquent le moabi. Ainsi au Gabon, le chef-lieu du département de Doigny se nomme-t-il Moabi

### Importance économique
Les fruits, l'huile ou le beurre végétal qu'on peut produire à partir du moabi :
- L’énorme fruit du moabi (environ 20 cm de diamètre) est un régal apprécié des hommes comme des animaux. L'amande contenue dans le fruit est extrêmement toxique si consommée crue (d’où son nom d'espèce toxisperma  = « à fruit toxique ») mais une fois pilée, bouillie et pressée, les femmes en extraient une délicieuse huile alimentaire riche en acide palmitique. De son écorce sont également extraits des remèdes médicinaux.
- Avec les graines des fruits, les villageois produisent une huile proche de l’huile de karité qui peut être ou consommée ou vendue. Sur les marchés camerounais, la demande en huile de karité est plus élevée que l’offre et la vente de l’huile du moabi est une source importante de revenus. 
Les estimations[7] faites au milieu des années 1990 indiquaient que les revenus de l'huile sur de 10 à 15 ans dépassent déjà les revenus qui auraient été fournis par la coupe et vente du bois pour un arbre de 100 cm de diamètre[8] (soit environ 9 m3 de bois). Le bois de moabi était alors vendu à environ 150 €/m3, soit environ 1 350 € par arbre de 1 m de diamètre.
Le moabi produit une bonne fructification environ tous les 3 ans fournissant alors environ 150 L d’huile (vendue environ 18 € vers 1995) garantissant une rente de 270 € environ tous les 3 ans. En 15 ans, les revenus de l'huile dépassent déjà ceux de l'abattage d’un arbre de 260 ans 
Sa valeur non-ligneuse est non seulement reconnue par les marchés locaux mais aussi par l’industrie cosmétique qui a montré son intérêt pour cette huile.
- Le moabi a aussi une valeur sur les marchés internationaux du bois et la demande de l’Europe méridionale est particulièrement élevée. 
Cependant, en termes relatifs le moabi ne constitue pas une part majeure des revenus des compagnies et des exportations du pays. 
Au Cameroun, le moabi représente 10 % de la production totale des compagnies forestières et entre 3,4 et 5 % de la valeur totale des exportations de grumes de l’ensemble des essences. Le Cameroun a produit 33 000 m3 en 1997 et 35 000 m3 en 1998. 
Au Gabon (1er exportateur de moabi), les exportations ont augmenté de façon considérable récemment passant de 26 052 m3 en 1996 à 39 724 m3 en 1998. Le moabi y était l'une des 4 essences les plus coupées et exploitées en 2003 
En Guinée Équatoriale la production est aussi en hausse et les estimations indiquent qu’elle a doublé, passant de 1 000 m3 au début des années 1990 à 2 000 m3 en 1999.

La filière moabi fait ainsi vivre des centaines d'employés et leurs familles, en particulier au Gabon et au Cameroun. La filière bois est souvent en zone forestière africaine la principale source d'argent, via les salaires versés, la construction ou l'entretien d'infrastructures.

## Menaces sur l'espèce
On considère que l'espèce a fortement régressé et a disparu sur une part significative de son aire de répartition récente ou potentielle : elle est actuellement classée « vulnérable » sur la liste rouge des espèces menacées (UICN).

Comme souvent en forêt tropicale humide, les arbres adultes sont très éparpillés dans la forêt, loin les uns des autres (1 à 10 par hectare, et un grand arbre adulte pour 20 ha), et les plantules et jeunes arbres sont très rares, même sous la couronne des semenciers. Même là où l'espèce est encore présente, on suppose que sa variété génétique, qui était inconnue, mais qu'on peut supposer significative vu le mode de dissémination des graines, a été fortement réduite.
Un débat a lieu sur les menaces pesant localement sur l'espèce, notamment au Cameroun.
Ces menaces seraient dues à l'exploitation à la fois des fruits par les populations locales et à l'exploitation commerciale du bois.
Dès le milieu des années 1980, des experts alertaient sur les menaces pesant sur l'espèce : le moabi ne produit de fruits dans son habitat que quand il a atteint environ 70 cm de diamètre (DMF), et s'il peut atteindre 280 cm de diamètre, on l’exploite généralement dès 100 cm (DME). Le temps écoulé entre le DME et le DMF est faible ; On admettait en 1985 qu'une exploitation au taux de 90 % des troncs (compte tenu des tiges mal conformées et non prospectées) prélevait 75 % des moabis fertiles, compromettant gravement la régénération de l'espèce à long terme.
30 ans après une coupe, seul un quart de l'effectif exploité est reconstitué, et il faudra 150 ans environ pour que
la population retrouve une structure diamétrique stable (sans pour autant que la totalité des arbres coupés aient été renouvelés par la régénération naturelle).
Au Gabon, l'analyse de la structure des populations laisserait penser que l'espèce n'y est absolument pas menacée et qu'une exploitation durable de cette espèce serait encore possible.[réf. nécessaire]

## Tentatives de protection ou réimplantation
- Une campagne "Moabi, arbre de vie ou de profit ?" a été lancée par les Amis de la Terre en 2012[5].
- Des moabis sont préservés dans quelques aires protégées du Cameroun (Forêt de Nki, Forêt de Boumba Bek et la réserve de faune du Dja). Le Cameroun a replanté 389 hectares de B. toxisperma.
- Une expérimentation juridique existe au Cameroun : depuis 1994, le nouveau régime forestier reconnait le droit des populations locales à être associées à la gestion des forêts communautaires, et la loi impose que le contrat des compagnies forestières au Cameroun comprenne des conditions posées par les villageois avant que la compagnie ne commence ses activités. Un accord souvent conclu stipule que les moabis situés dans un rayon de 5 kilomètres du village ne peuvent être abattus sans l’accord du chef. Si ce dernier donne son accord, la population doit être dédommagée.
- À la suite de la campagne de l'ONG les amis de la terre, certaines entreprises importatrices de bois tropicaux ont décidé de ne plus acheter de moabi pour ne pas menacer l'espèce (C'est le cas de Point P, filiale de Saint Gobain, dans le cadre de sa politique d'achat responsable[11] (point P, avec ses 800 points de vente en France, était encore en 2005 l'un des premiers distributeurs de moabi en France[12]). D'autres campagnes d'alerte et sensibilisation ont suivi, dont une campagne intitulée[5].
- Le moabi est présent dans l'arboretum Sibang de Libreville au Gabon.
- Le moabi est très présent dans le documentaire Il était une forêt de Luc Jacquet, sorti en 2013.